# Песко Страшино (Кампобасо)
Песко Страшино је насеље у Италији у округу Кампобасо, региону Молизе.
Према процени из 2011. у насељу је живело 49 становника. Насеље се налази на надморској висини од 848 м.